# Regain Records
Regain Records ist ein Plattenlabel aus Schweden, das hauptsächlich Metal- und Hard-Rock-Bands unter Vertrag hat. Es wurde von Per Gyllenbäck nach der Auflösung von Wrong Again Records gegründet. Seinen Sitz hat das Label in Malmö.

## Geschichte
Regain Records entstand 1997 aus den Resten der Plattenfirma Wrong Again Records, welche zu Beginn des Jahres die Veröffentlichungen von Alben einstellte. Wrong Again Records hatte Bands wie In Flames, Cryptopsy oder Arch Enemy unter Vertrag.
Als erste Veröffentlichungen erschienen Ende 1997 die Platten High in Blood von Deranged und Amorous Anathema von Embraced. Die ersten zwei Jahre waren allerdings aufgrund mangelhafter Vertriebswege nicht leicht für das Label. Erst die Wiederveröffentlichung der ersten beiden In Flames-Alben Lunar Strain und Subterranean sowie die 1999 Zusammenarbeit mit der Black-Metal-Band Marduk brachten Erfolg.
Heute gilt Regain Records als eines der führenden Plattenfirmen für den extremen Metal-Bereich und hat mit Grave und Dismember aus dem Death-Metal-Bereich oder Gorgoroth und Dark Funeral aus dem Black-Metal-Genre einige der wichtigsten Bands der jeweiligen Genres unter Vertrag.
In Deutschland werden die Veröffentlichungen des Labels über den Vertrieb von Sony Music und Soulfood auf den Markt gebracht.
2011 meldete Regain Records nach der Fertigstellung von Gorgoroths Under the Sign of Hell 2011 Konkurs an.

## Aktuell unter Vertrag stehende Bands bei Regain Records
| - Arckanum - Arise - Astaroth - Bewitched - Blackwinds - Dark Funeral - Deranged - Devils Whorehouse - Dismember | - Endstille - Enthroned - Grave - Gorgoroth - Månegarm - Mustasch - Necronaut - Necrophobic | - Nifelheim - Pro-Pain - Ragnarok - Setherial - Thyrfing - Totalt Jävla Mörker - Trident - Unanimated |

## Ehemalige Bands bei Regain Records
| - Arch Enemy - Behemoth - Centinex - Danzig - Death SS | - Dimension Zero - Marduk - Overkill - Samael - Vader |